# 蕭痕篤
蕭痕篤（しょう こんとく、生没年不詳）は、遼（契丹）の軍人・政治家。字は兀里軫。契丹迭剌部の出身。祖先は遙輦剋。

## 経歴
若くして志が大きく、才能を自負していた。早くから耶律阿保機の幕下に属し、征戦に従った。耶律阿保機が即位すると、北府宰相に任じられた。孝行で知られ、その統治は寛大で簡素であることにつとめた。

## 伝記資料
- 『遼史』巻74 列伝第4